# Narodowy Bohater Kazachstanu
Narodowy Bohater Kazachstanu (kaz. Халық Қаһарманы) – najwyższy tytuł honorowy Republiki Kazachstanu, wzorowany na dawnym Bohaterze Związku Radzieckiego.

## Statut tytułu
Tytuł Narodowego Bohatera Kazachstanu został ustanowiony Ustawą Republiki Kazachstanu nr 2069-XII „O nagrodach państwowych Republiki Kazachstanu” z dnia 1 kwietnia 1993 roku. Jest przyznawany za wybitne zasługi dla Kazachstanu związane z dokonaniem bohaterskiego czynu cywilnego lub wojskowego.
12 grudnia 1995 roku uchwalono nową Ustawę nr 2676 „O nagrodach państwowych Republiki Kazachstanu”, która uchyla poprzedni regulacyjny akt prawny i ustanawia nowe nagrody państwowe, nie znosząc dotychczas istniejących. Najwyższym odznaczeniem państwowym, obok tytułu Narodowego Bohatera Kazachstanu, stał się Order Złotego Orła. Wraz ze Złotą Gwiazdą Narodowego Bohatera Kazachstanu zaczęto też wręczać Order Ojczyzny.
1 grudnia 2008 roku ustanowiono tytuł Bohatera Pracy Kazachstanu i odpowiadającą mu nową Złotą Gwiazdę zawieszoną na tej samej wstążce. Od tego czasu tytuł Narodowego Bohatera Kazachstanu przyznawany jest tylko za czyny zbrojne w imię wolności i niepodległości Republiki Kazachstan, za zasługi cywilne otrzymuje się tytuł Bohatera Pracy Kazachstanu.
Ustawą Republiki Kazachstanu nr 525-IV z dnia 2 stycznia 2012 roku „O zmianie ustawy Republiki Kazachstanu «O nagrodach państwowych Republiki Kazachstanu»” art. 10 został uzupełniony o część trzecią: Pierwszy Prezydent Republiki Kazachstanu – Przywódca Narodu, ze względu na swój status, posiada tytuł Narodowego Bohatera Kazachstanu z przyznaniem odznak tytułu honorowego – Złotej Gwiazdy i Orderu Ojczyzny.

## Opis odznaki

### Typ pierwszy (1993–1998)
Złota Gwiazda Narodowego Bohatera Kazachstanu pierwszego typu to złota siedmioramienna gwiazda z gładkimi dwuściennymi promieniami i małymi dwuściennymi wiązkami między nimi. Na końcu górnego promienia gwiazdy znajduje się ucho do podpięcia zawieszki.
Gwiazda jest zawieszona na zawieszce za pomocą łącznika. Zawieszkę stanowi trójkątna metalowa płytka pokryta wstęgą w kolorze flagi narodowej Kazachstanu.

### Typ drugi (od 1998)
Obecna odznaka drugiego typu dla wyróżnionych tytułem Narodowego Bohatera Kazachstanu to złota siedmioramienna gwiazda z gładkimi dwuściennymi promieniami. Pomiędzy promieniami u podstawy kąta umieszczono siedem bezbarwnych sześciennych cyrkonii.
Rewers gwiazdy jest wklęsły, z głębokim reliefem wzdłuż promieni, z płaską częścią środkową, na której widnieje napis „Халық қаһарманы” (Bohater Narodowy). Na końcu górnego promienia gwiazdy znajduje się ucho do podpięcia zawieszki.
Gwiazda jest przymocowana do zawieszki za pomocą okrągłego łącznika. Zawieszka to pięciokątna metalowa płytka pokryta wstążką w kolorze flagi narodowej Kazachstanu. Wysokość zawieszki to 41 mm, szerokość 34 mm. Na wierzchu wstęgi znajduje się nakładka w formie rozszerzającej się ku dołowi belki, w której dolnej części osadzona jest bezbarwna cyrkonia.